# Aleksandr Ziloti

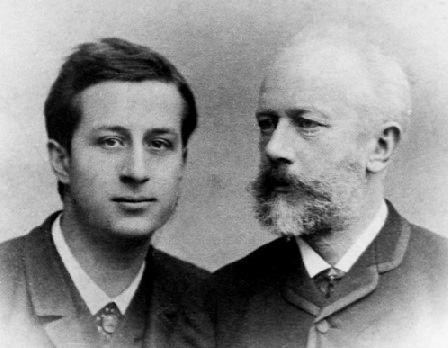
Siloti (a l'esquerra) amb Txaikovski.

Aleksandr Ilitx Ziloti, rus: Алекса́ндр Ильи́ч Зило́ти, de vegades conegut com a Aleksandr Siloti o amb la seva forma anglicitzada Alexander Siloti, (Khàrkiv, Ucraïna, 9 d'octubre de 1863 - Nova York, 8 de desembre de 1945) fou un pianista, director d'orquestra i compositor rus.
Siloti va néixer a prop de Khàrkiv, Ucraïna (que llavors formava part de l'imperi Rus). Va estudiar piano al Conservatori de Moscou amb Nikolai Zvérev des de 1871, i amb Nikolai Rubinstein, Serguei Tanéiev, Piotr Ilitx Txaikovski, i Hubert des de 1875. Es va graduar amb la Medalla d'Or en Piano el 1881. Treballà amb Franz Liszt a Weimar (1883-1886), cofundat el Liszt-Verein a Leipzig, on feu el seu debut professional el 19 de novembre de 1883.
El 1887 retorna com a professor al Conservatori de Moscou, on entre els seus estudiants s'incloïen Goldenvíeizer, Maksímov, i el seu cosí Serguei Rakhmàninov. En aquest període comença a treballar com a editor per a Txaikovski, especialment en els dos primers concerts de piano.
Deixava el Conservatori el maig de 1891, i fins al 1900 vivia i viatjava per Europa. També visitava Nova York, Boston, Cincinnati i Chicago el 1898. Era en aquestes gires que presentà el famós Preludi de Rakhmàninov. També fou el director de l'estrena mundial del Concert per a piano núm. 2 de Rakhmàninov el 1901. Durant el període 1901-1903, Siloti dirigí la Filharmònica de Moscou i des de 1903 fins al 1917, organitzà, finançà, i dirigí els influents Siloti Concerts a Sant Petersburg. Hi varen passar Leopold Auer, Pau Casals, Fiódor Xaliapin, George Enescu, Josef Hofmann, Wanda Landowska, Willem Mengelberg, Felix Mottl, Arthur Nikisch, Arnold Schönberg i Felix Weingartner, i hi estrenaren obres Debussy, Elgar, Glazunov, Prokófiev, Rakhmàninov, Rimski-Kórsakov, Skriabin, Sibelius, Stravinski i altres. Diàguilev va interpretar Stravinski per primera vegada al Siloti Concert.
En la generació anterior al 1917, Siloti fou un dels artistes més importants de Rússia, amb la música que li dedicaren Arenski, Liszt, Rakhmàninov, Stravinski i Txaikovski. El 1918, Siloti fou nomenat intendent del Teatre Mariïnski, però amb abans d'acabar l'any següent deixa la Rússia soviètica per traslladar-se a Anglaterra, i finalment instal·lar-se a Nova York el desembre de 1921. Des de 1925-1942 va ser professor a Juilliard Graduate School, actuant ocasionalment en recitals. Així el novembre de 1930 feia un concert només amb obres de Liszt juntament amb el llegendari amb Arturo Toscanini. Alguns dels seus estudiants foren Marc Blitzstein, Eugene Istomin i Nikita Magalov.
Va escriure unes 200 obres per a piano i transcripcions, i edicions orquestrals de Bach, Beethoven, Liszt, Txaikovski i Vivaldi. Possiblement, la seva transcripció més famosa és el seu Preludi en si menor, basat en un Preludi en mi menor de J.S. Bach.